# Pseudobotrys
Pseudobotrys es un género de plantas herbáceas perteneciente a la familia Cardiopteridaceae en el orden Aquifoliales. Consta de dos especies descritas y de estas, solo 5 aceptadas.

## Taxonomía
El género fue descrito por Walter Moeser y publicado en  Repert. Spec. Nov. Regni Veg. 10: 310. 1912. La especie tipo es: Pseudobotrys dorae Moeser

## Especies aceptadas
A continuación se brinda un listado de las especies del género Pseudobotrys aceptadas hasta octubre de 2013, ordenadas alfabéticamente. Para cada una se indica el nombre binomial seguido del autor, abreviado según las convenciones y usos.
- Pseudobotrys cauliflora (Pulle) Sleumer
- Pseudobotrys dorae Moeser